# Hans-Heinrich Limbach
Hans-Heinrich Limbach (* 15. März 1943 in Brühl) ist ein deutscher Chemiker. Von 1990 bis 2011 war Limbach Inhaber eines Lehrstuhls an der Freien Universität Berlin. Seine wissenschaftlichen Hauptinteressen gelten den Wasserstoffbrücken und dem Wasserstofftransfer.

## Leben
Limbach studierte zunächst an der Rheinischen Friedrich-Wilhelms-Universität Bonn. Nach seinem Vordiplom wechselte er an die Albert-Ludwigs-Universität Freiburg, wo er mit einer Arbeit über die Untersuchung von Wasserstoffbrücken zwischen Phenol und Tetrahydrofuran mit 1H-NMR im Arbeitskreis von Herbert Zimmermann diplomiert wurde. Anschließend erforschte Limbach im selben Arbeitskreis unter Anleitung von Wolfgang Seiffert mit 1H-NMR den Protonenaustausch in Spinsystemen höherer Ordnung und promovierte 1973 im Fachbereich Physikalische Chemie.
Nach seiner Promotion arbeitete er weiter an intra- und intermolekularen Doppelprotonentransferprozessen und konnte einen Tunnelmechanismus für den intramolekularen Doppelprotonentransfer in Porphyrinen und einen intermolekularen Doppelprotonentransfer zwischen Essigsäure und Methanol in Tetrahydrofuran nachweisen. 1980 wurde ihm die venia legendi in Physikalischer Chemie für seine Habilitationsschrift „Mechanismus mechanischer zyklischer Protonenaustauschprozesse“ verliehen.
Nach seiner Habilitation erweiterte eine Periode intensiver Reisen in den Jahren 1982–86 seinen wissenschaftlichen Horizont. 1983 war er Gastwissenschaftler in der Gruppe von C. S. Yannoni am IBM Research Laboratory in San Jose, wo er in die Festkörper-NMR-Spektroskopie eingeführt wurde. 1984 ging er für ein halbes Jahr als Gastwissenschaftler zur Gruppe von C. Brad Moore, Physikalische Chemie der UC at Berkeley.
1990 nahm er den Ruf an die FU Berlin an. 1998 initiierte er den ersten Masterstudiengang an der FU Berlin, den bilingualen Masterstudiengang Chemie, 2002 den Promotionsstudiengang Chemie. 2002 war Limbach Chairman der Gordon Research Conference Isotopes in the Chemical and Biological Sciences, 2007–2008 Gründungsdirektor der Dahlem Research School (DRS) der Freien Universität Berlin. Er emeritierte in 2011.
Limbachs Forschungsergebnisse wurden in mehr als 270 wissenschaftlichen Artikeln und 14 Reviews in referierten Zeitschriften veröffentlicht. Parallel dazu ist er Editor einer Reihe von Monographien und Sonderbänden.

## Auszeichnungen
- Heisenberg-Stipendium der Deutschen Forschungsgemeinschaft 1981
- Dozenten-Stipendium des Fonds der Chemischen Industrie Frankfurt 1982
- Hermanos Elhuyar-Hans Goldschmidt-Lecture Award der Gesellschaft Deutscher Chemiker und der Real Sociedad Española de Química 1999.
- Verleihung einer Honorarprofessur für Physik, State University St. Petersburg, Russland
- Walther-Nernst-Denkmünze der Deutschen Bunsen-Gesellschaft für Physikalische Chemie 2005